# Koshari

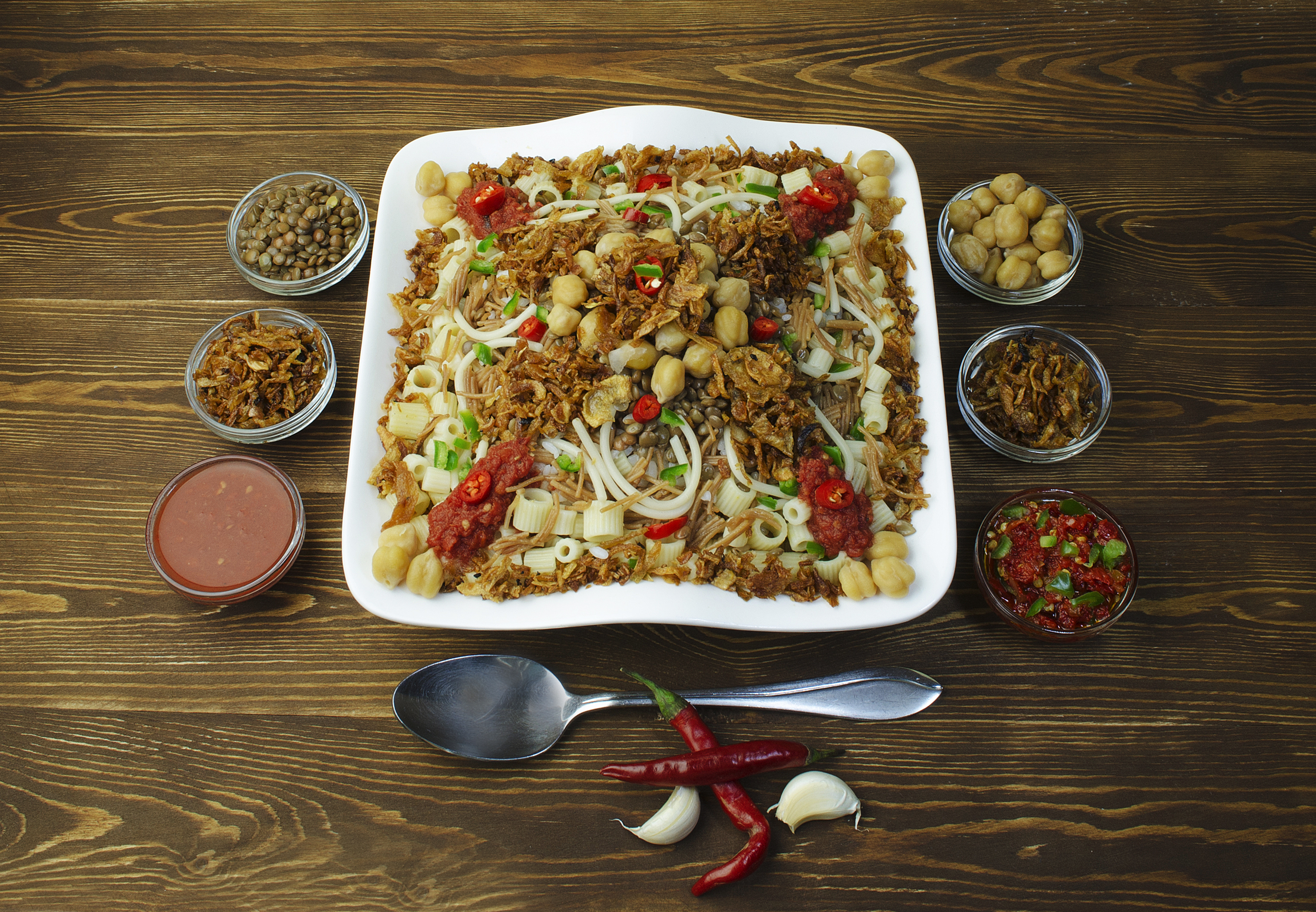
Koshari med tillbehör.

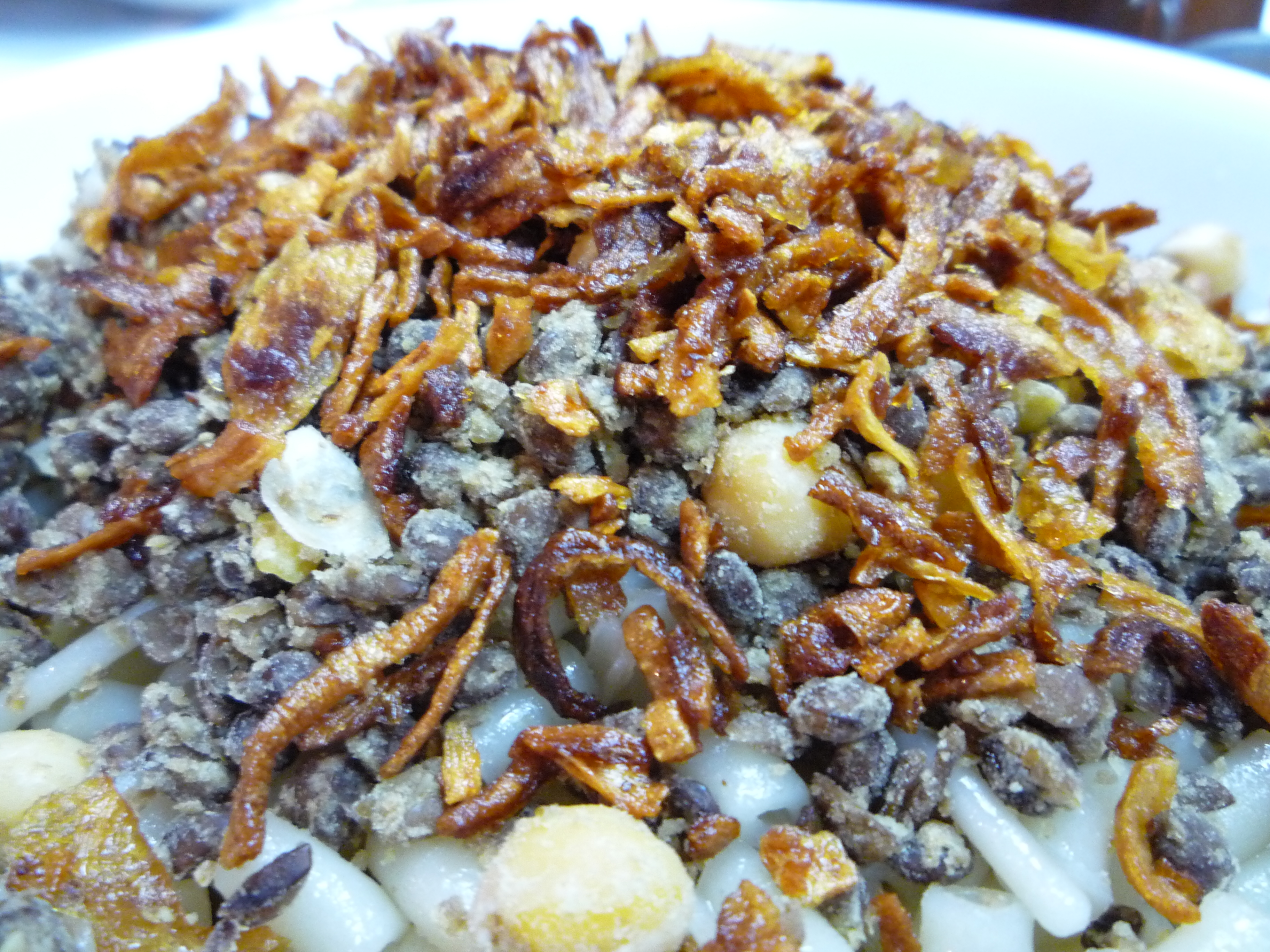
Koshari med friterad lök på toppen.

Koshari, eller kushari, (arabiska: كشرى), är en egyptisk maträtt som består av en blandning av ris, linser, kikärtor och makaroner tillsammans med tomatsås, vitlök- och vinägerdressing och knaperstekt lök. Rätten erbjuds i flera varianter, basen utgörs av riset och linser som kokats ihop, detta blandas med kokta makaroner och kikärtor, därefter sprids tomatsås och löken ovanpå innan det smaksätts med dressing av vitlök och vinäger.
Koshari är en vegetarisk maträtt som är väldigt populär i Egypten och något av en nationalrätt. Den är billig och serveras vid stånd utefter vägarna samt i enklare restauranger över hela landet, vissa som enbart serverar koshari.

## Historia
Rätten tros vara en variant av den indiska rätten khichdi som skulle ha förts till Egypten av brittiska soldater under 1900-talet. Det har också föreslagits att koshari blev populärt bland Egyptens judar och härstammar från deras kosherkrav.